# ふたりぼっち (テレビドラマ)
『ふたりぼっち』はCBC制作、TBS系列（関西地区でのネット局はABC朝日放送）にて1974年10月6日から1975年3月30日まで毎週日曜22:00～22:30に放送されたテレビドラマである。全26回。

## 出演
- 井寿藍子：高峰三枝子
- 山本亘
- 中條くめ子：渡辺美佐子
- 中山仁
- 高松英郎
- 反田由芽子：川口晶
- 大鹿次代
- 井寿きん：山田五十鈴（特別出演）